# Aljona
Aljona (erzja: Эрзямассонь Олёна, russisk: Алёна, tr. Aljona; efternavn er ukendt; død 1670) var en mordvinsk Ataman. Hun var en af oprørsledere under Stenka Razins opstand i Rusland fra 1670 til 1671. Hun var oprindeligt nonne. Hun fungerede som en kommandør i kamp. Hun blev henrettet ved brænding på bålet.

## Biografi
Aljona blev født i en bondby i Vyjezdnoje udenfor Arzamas. Hun giftede sig med en bonde og blev nonne som enke og lærte at læse og studerede medicin. I 1669 forlod hun klosteret og sluttede sig til bondeoprøret, ledet af Stenka Razin, som leder af ca. 300-400 mennesker, hun havde overbevist om at slutte sig til oprøret. I 1670 deltog hun i erobringen af Temnikov som leder af hendes egne tropper. 30. november 1670 blev Temnikov generobret af zaristiske tropper under Jurij Dolgorukovs ledelse.
Ifølge en beskrivelse fra 1677 gemte hun sig i en kirke og skød adskillige soldater of omfavnede alteret, før hun blev pågrebet den 4. december. Hun blev beskyldt for trolddom og kætteri og dømt til at blive brændt på bålet. Bålet blev dannet som en lille hytte med hul i "taget", hvor i hun skulle brændes. Hun skulle have klatret til bålet i stilhed, udførte sine ritualer, sprang ned og lukkede lugen uden et ord, og brændte i stilhed. Aljona er beskrevet som en Amazon med stor fysisk styrke og mod, større end de fleste mænd.
| Biografi | Spire Denne biografi er en spire som bør udbygges. Du er velkommen til at hjælpe Wikipedia ved at udvide den. |